# Rafael Rodríguez Almodóvar
Rafael Rodríguez Almodóvar (Jerez de la Frontera, 17 de julio de 1921-Granada, 20 de noviembre de 2018) fue un poeta español.

## Biografía
Estudió Filosofía y Letras en la Universidades de Sevilla y Madrid. A lo largo de su vida estuvo muy vinculado a Jerez de la Frontera, su ciudad natal, y a Ceuta.
Fue director del Banco Exterior de España en Ceuta, Zaragoza y Granada, ciudad en donde residió hasta su fallecimiento.
Miembro de la Real Academia San Dionisio de Ciencias, Artes y Letras de Jerez de la Frontera, de la cual fue promotor y fundador.
Su poesía, intimista y entrañable, siempre se hace interrogantes y trata principalmente los temas eternos del amor y la soledad.
Es fundador de revistas como Solera Jerezana y Extramuros.

## Obra
- En ningún tiempo (1990)
- Ámbar de mi vino (1992)
- De Nieblas y silencios (1998)
- Memoria del tiempo cumplido (2001)
- Vigilia de los días (2006)
- Tiempo de contar (2009)[3]